# Sclerasterias dubia
Sclerasterias dubia is een zeester uit de familie Asteriidae.
De wetenschappelijke naam van de soort werd in 1909 gepubliceerd door Hubert Lyman Clark.